# John Williams (guitarrista)
John Christopher Williams (Melbourne, 24 de abril de 1941) es un guitarrista clásico australiano.

## Biografía
Hijo de un guitarrista de jazz inglés que le inculcó el amor a la guitarra clásica. Aprendió y dominó la guitarra desde muy pequeño, considerado por algunos como superdotado de la guitarra.
En 1952 se traslada con su familia a Londres, donde estudia en la Royal College of Music y posteriormente con el guitarrista Andrés Segovia. 
Normalmente toca en solitario pero también ha formado su propio grupo John Williams and Friends y ha colaborado en varios discos con otros como con el grupo chileno Inti-Illimani y, al también guitarrista clásico, Julian Bream. A finales de los años 70, formó junto a otros músicos el grupo SKY.
Andrés Segovia lo calificó como «el príncipe de la guitarra» y es hoy en día considerado por la comunidad de guitarra clásica como uno de los guitarristas clásicos más importantes del mundo. También ha compuesto varias obras para guitarra, y ha trabajado con música folclórica de lugares como Venezuela y África, grabando música de estas regiones.
En 1995 lanzó el álbum From the Jungles of Paraguay con varias obras del guitarrista y compositor paraguayo Agustín Barrios.
Williams toca principalmente con guitarras de Greg Smallman,[cita requerida] aunque también usa guitarras de Ignacio Fleta y Paulino Bernabé (hijo). John Williams es un artista muy versátil. Intérprete, compositor y arreglista, no ha querido encasillarse sólo en la música clásica, sino que su “curiosidad” le ha conducido a la búsqueda de la experimentación y a la inmersión en otros estilos musicales,   y es habitual su colaboración con el también respetado guitarrista Julian Bream. Williams alcanzó la popularidad en 1979 cuando interpretó el tema Cavatina de Stanley Myers para la película El cazador de Michael Cimino, y también fue memorable su versión con Pete Townshend del "Won’t get fooled again" de The Who. Ha recibido numerosos premios, como el Grammy en 1973 (Best Chamber Music Performance) o el Brit en 1983 (Best Classical Recording).

## Discografía

### Colaboraciones
- 1972 - Song of freedom (con María Farantouri)
- 1975 Obra completa para laúd de Johan Sebastián Bach. CBS Inc.
- 1987 - Fragmentos de un sueño (con Inti-Illimani y Paco Peña)
- 1990 - Leyenda (con Inti-Illimani y Paco Peña)

### Homenajes
- 1995 - From the Jungles of Paraguay (Agustín Barrios)